# Operation Anadyr

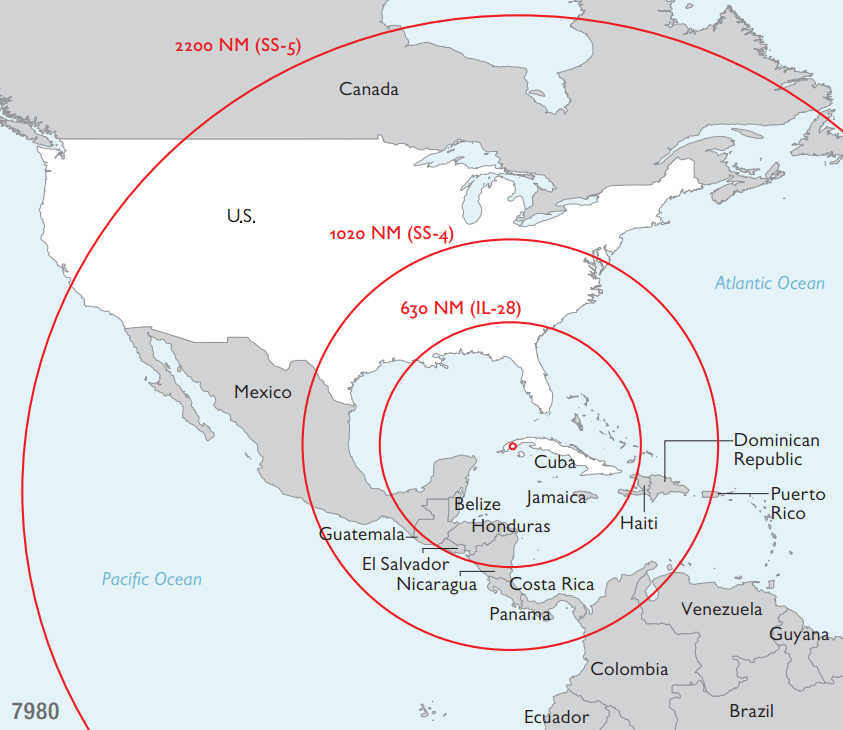
Kubakrise 1962: Reichweite der sowjetischen Raketen auf Kuba

Der Codename Anadyr (russisch Ана́дырь) bezeichnet eine geheime sowjetische Militäroperation während des Kalten Krieges. Sie war nach dem Fluss Anadyr in Sibirien benannt. In ihrem Verlauf wurden ca. 40.000 sowjetische Soldaten sowie mehrere nukleare Mittelstreckenraketen auf der Insel Kuba stationiert.
Am 21. Mai 1962 tagte der Verteidigungsrat im Moskauer Kreml, um über das Vorhaben einer Raketenstationierung auf Kuba zu beraten. Zu den Mitgliedern des Verteidigungsrates zählten: Nikita Chruschtschow (Generalsekretär der KPdSU), Frol Koslow, Leonid Breschnew, Alexei Kossygin (Erster Stellvertretender Ministerpräsident), Anastas Mikojan, Rodion Malinowski (Verteidigungsminister), Andrei Gretschko (Oberkommandierender der Truppen des Warschauer Pakts), Alexei A. Jepischew (Leiter der Politischen Hauptverwaltung von Armee und Flotte) und Generaloberst Semjon P. Iwanow (Leiter der operativen Hauptabteilung des sowjetischen Generalstabs). Ziel war es, mit den Raketen Kuba zu schützen und zugleich das sowjetische Drohpotential gegen das US-amerikanische Festland zu verstärken.
Am 24. Mai 1962 lag dem Verteidigungsrat ein Plan des Generalstabs vor, der die Stationierung einer Gruppe von russischen Streitkräften auf Kuba vorsah. Sie sollten einem einheitlichen Oberbefehl des Kommandeurs der sowjetischen Streitkräfte auf Kuba unterstehen. Der Plan wurde einstimmig angenommen. Stationiert wurde die 43. Raketendivision (Kommandeur: Generaloberst Igor D. Stazenko), die fünf Regimenter umfasste. Hierzu gehörte das 79., 181. und 664. Regiment mit jeweils acht Mittelstreckenraketen vom Typ R-12 (SS-4 Sandal) sowie das 665. und 668. Regiment mit jeweils acht Mittelstreckenraketen vom Typ R-14 (SS-5 Skean). Insgesamt sollten 60 Raketen und 60 Sprengköpfe den Regimentern zur Verfügung stehen. Die Verschiffung sollte im Juni 1962 beginnen. Außerdem sollten zwei Luftabwehr-Divisionen, bestehend aus sechs Regimentern mit Flugabwehrraketen und einem Jagdgeschwader mit MiG-21-Flugzeugen sowie zwei Radarbataillone stationiert werden. Für den Küstenschutz sollten drei Bataillone mit Abschussrampen für Boden-Boden-Flugkörper S-2 Sopka (SS-C-2B Samlet) mit einer Reichweite von 95 km sowie Torpedoboote der Komar-Klasse verlegt werden. Zudem wurde vom Generalstab die Stationierung des 561. und 584. Regiments, ausgerüstet mit je 40 mit Nukleargefechtsköpfen ausgerüsteten Marschflugkörpern vom Typ FKR-1 (SS-C-2A Salish) mit einer Reichweite von 150 km angeordnet. Schließlich waren noch vier motorisierte Schützenregimenter mit insgesamt 10.000 Soldaten und zwei Panzerbataillone mit Panzern vom Typ T-55 vorgesehen. Zum Kommandeur des sowjetischen Truppenkontingents auf Kuba wurde General Issa Plijew ernannt. Plijew war als Kommandeur des Militärbezirks Nordkaukasus mitverantwortlich für die brutale Niederschlagung der Unruhen in Nowotscherkassk im Juni 1962.
Unter strengster Geheimhaltung wurden die Truppen und das Material auf 85 Schiffen von folgenden acht sowjetischen Marinestützpunkten aus nach Kuba verschifft: Sewastopol, Feodossija, Nikolajew und Poti am Schwarzen Meer, Kronstadt, Liepāja, Baltijsk an der Ostsee und Murmansk am Arktischen Ozean. Es handelte sich bei Anadyr um die größte amphibische Operation der Sowjetunion und gleichzeitig um die größte sowjetische Geheimoperation des Kalten Krieges. Weder die Kapitäne noch die Mannschaften waren über das Ziel ihres jeweiligen Frachters informiert. Um den Eindruck zu vermeiden, dass die Überfahrt in die Karibik gehe, wurden Winterkleidung und Skier mitgeführt. Die Schiffe waren als Holzfrachter getarnt und die Raketenteile in den Laderäumen versteckt. Erst nach Erreichen des Atlantiks durften die Kapitäne in Beisein eines KGB-Offiziers jeweils einen Umschlag öffnen, in dem der Zielort und weitere Anweisungen enthalten waren. Im Falle eines Angriffs sollten Ausweichmanöver gefahren, die Dokumente an Bord vernichtet und das jeweilige Schiff im Notfall versenkt werden.
Im August 1962 entschied Chruschtschow, ergänzend eine Staffel mittlere Bombenflugzeuge vom Typ Il-28 mit sechs Nuklearsprengköpfen von 8 bis 12 kT und bis zu drei Abteilungen mit taktischen ballistischen Raketen vom Typ 3R9 Luna-1 (FROG-3) nach Kuba zu verlegen. Dies geschah kurzfristig.
Am 8. Oktober 1962 traf das erste Frachtschiff Omsk mit der ersten Ladung Raketen in Kuba ein. Die Nuklearsprengköpfe für die Raketen vom Typ R-12 (SS-4) folgten an Bord des in Seweromorsk ausgelaufenen Schiffs Indigirka.
Als die im Bau befindlichen, schlecht getarnten Abschussbasen am 14. Oktober 1962 von einem US-amerikanischen U-2-Aufklärungsflugzeug entdeckt wurden, begann die zwei Wochen währende Kubakrise.